# 존 코
존 코(영어: Jon Cor, 1984년 11월 17일 ~ )는 캐나다의 배우, 작가이다. 2016년 드라마 《섀도우 헌터스》의 호지 스타크웨더 역으로 잘 알려져 있다.

## 출연 작품

### 영화
- 아메리칸 파이 5 (2006)
- 록커 (2008)
- 쏘우 3D (2010)
- The Boy She Met Online (2010)
- Patch Town (2014)
- Teen Lust (2014)
- The Perfect Girlfriend (2015)
- Trouble in the Garden (2018)

### 텔레비전
- 라이프 위드 데릭 (2005-07)
- 머독 미스터리 (2008)
- 데그라시: 더 넥스트 제너레이션 (2008)
- 에리카의 자아 찾기 (2009-11)
- 슈츠 (2011)
- 빙 휴먼 (2012)
- 토탈 드라마: 섬의 복수 (2012) - 목소리
- 디파이언스 (2013)
- 리스너 (2014)
- 다크 매터 (2015)
- 섀도우 헌터스 (2016-17)
- 수퍼내추럴 (2017)
- 로스트 인 스페이스 (2018-19)
- 플래시 (2021-23)